# Coupe du monde de ski acrobatique 1994-1995
Navigation
Édition précédente Édition suivante
La Coupe du monde de ski acrobatique 1994-1995 est la seizième édition de la Coupe du monde de ski acrobatique organisée par la Fédération internationale de ski. Elle inclut quatre épreuves : les bosses, le saut acrobatique, le ballet et le combiné, une combinaison des trois autres.
 
L’américaine Kristean Porter remporte son second titre consécutif, son compatriote Jonny Moseley son premier. 

## Déroulement de la compétition
La saison est composée de onze étapes, quatre en Amérique du Nord et sept en Europe, et se déroule du 15 décembre 1994 au 11 mars 1995. Pour chacune d'entre elles, pour les femmes comme pour les hommes, il y a trois épreuves et quatre podiums : le saut acrobatique, le ski de bosses, le ballet (ou acroski) et le combiné qui est la combinaison des résultats des trois autres. Trois stations européennes accueillent également des épreuves supplémentaires dans certaines disciplines seulement, jamais les trois, et donc jamais le combiné : Une épreuve de saut acrobatique à Piancavallo, saut acrobatique et ballet à Altenmarkt im Pongau et une épreuve de ski de bosses à Hasliberg.
La saison est interrompue mi-février par les Mondiaux de La Clusaz.
L'Américaine Kristean Porter remporte le classement général et conserve son titre acquis en 1994 tandis que son compatriote Jonny Moseley le remporte pour la première fois.
| \| Blackcomb Breckenridge Le Relais Lake Placid \| Sites des compétitions de ski acrobatique en Amérique du Nord |
| Blackcomb Breckenridge Le Relais Lake Placid                                                                     |

| Blackcomb Breckenridge Le Relais Lake Placid |

| \| Tignes Piancavallo Oberjoch Hasliberg Kirchberg Hasliberg \| Sites des compétitions de ski acrobatique dans les Alpes |
| Tignes Piancavallo Oberjoch Hasliberg Kirchberg Hasliberg                                                                |

| Tignes Piancavallo Oberjoch Hasliberg Kirchberg Hasliberg |

| \| Lillehammer Hundfjället \| Sites des compétitions en Scandinavie |
| Lillehammer Hundfjället                                             |

| Lillehammer Hundfjället |

| \| Blackcomb Breckenridge Le Relais Lake Placid \| Sites des compétitions de ski acrobatique en Amérique du Nord |
| Blackcomb Breckenridge Le Relais Lake Placid                                                                     |

| Blackcomb Breckenridge Le Relais Lake Placid |

| \| Tignes Piancavallo Oberjoch Hasliberg Kirchberg Hasliberg \| Sites des compétitions de ski acrobatique dans les Alpes |
| Tignes Piancavallo Oberjoch Hasliberg Kirchberg Hasliberg                                                                |

| Tignes Piancavallo Oberjoch Hasliberg Kirchberg Hasliberg |

| \| Lillehammer Hundfjället \| Sites des compétitions en Scandinavie |
| Lillehammer Hundfjället                                             |

| Lillehammer Hundfjället |

## Classements

### Général
| Rang | Nom                  | Points |
| ---- | -------------------- | ------ |
| 1    | Jonny Moseley        | 164.00 |
| 2    | Trace Worthington    | 156.00 |
| 3    | David Belhumeur (pl) | 138.00 |
| 4    | Darcy Downs (pl)     | 137.00 |
| 5    | Fabrice Becker       | 104.00 |

| Rang | Nom                    | Points |
| ---- | ---------------------- | ------ |
| 1    | Kristean Porter        | 163.00 |
| 2    | Maja Schmid (pl)       | 157.00 |
| 3    | Katherina Kubenk       | 144.00 |
| 4    | Nataliya Orekhova (en) | 128.00 |
| 5    | Ellen Breen            | 100.00 |

### Saut acrobatique
Chez les femmes, la double tenante du titre et championne olympique en titre Lina Cheryazova se blesse gravement à la tête pendant l'été et ne prend pas part à la saison. Sa dauphine lors des deux saisons précédentes, la suissesse Colette Brand, n'en profite pas malgré quatre victoires (six podiums) et c'est l'américaine Nikki Stone (quatre victoires également mais huit podiums) qui s'impose de justesse devant l'australienne Kirstie Marshall, championne en 1992. Chez les hommes l'autrichien Christian Rijavec (de) domine le début de saison (trois victoires dans les quatre premières épreuves) mais ne peut résister ni à l'américain Trace Worthington qui remporte son premier titre dans la discipline (après ses deux victoires au classement général en 1992 et 1993) grâce à quatre victoires (six podiums), ni au français Sébastien Foucras second avec une seule victoire mais sept podiums.
| Rang | Nom                    | Points |
| ---- | ---------------------- | ------ |
| 1    | Trace Worthington      | 772.00 |
| 2    | Sébastien Foucras      | 752.00 |
| 3    | Christian Rijavec (de) | 744.00 |
| 4    | Alexis Blanc           | 664.00 |
| 5    | Kris Feddersen (pl)    | 616.00 |

| Rang | Nom                   | Points |
| ---- | --------------------- | ------ |
| 1    | Nikki Stone           | 776.00 |
| 2    | Kirstie Marshall      | 774.00 |
| 3    | Colette Brand         | 740.00 |
| 4    | Hilde Synnøve Lid     | 716.00 |
| 5    | Caroline Olivier (pl) | 688.00 |

### Ballet
Chez les femmes, l'américaine Ellen Breen conserve de nouveau son titre (le troisième) en s'imposant lors des sept premières épreuves, avant de se « contenter » du podium lors de deux des trois restantes. Chez les hommes, le triple champion norvégien (1991, 1992 et 1993) Rune Kristiansen (de) reprend son titre au français Fabrice Becker, second. Les deux totalisent sept podiums mais le norvégien remporte cinq victoires pour « seulement » trois pour le français.
| Rang | Nom                    | Points |
| ---- | ---------------------- | ------ |
| 1    | Rune Kristiansen (de)  | 692.00 |
| 2    | Fabrice Becker         | 680.00 |
| 3    | Heini Baumgartner (de) | 676.00 |
| 4    | Steven Roxberg (pl)    | 576.00 |
| 5    | Konrad Hilpert (de)    | 560.00 |

| Rang | Nom                   | Points |
| ---- | --------------------- | ------ |
| 1    | Ellen Breen           | 700.00 |
| 2    | Oksana Kushenko (de)  | 648.00 |
| 3    | Cathy Féchoz          | 648.00 |
| 4    | Annika Johansson (de) | 616.00 |
| 5    | Åsa Magnusson (pl)    | 556.00 |

### Bosses
Chez les femmes, la quadruple championne (1990, 1991, 1992, et 1994) américaine Donna Weinbrecht est détrônée par la française Raphaëlle Monod qui remporte son troisième titre après ceux plus lointains de 1987 et 1989. Les deux remportent chacune trois courses, Monod s'adjuge un podium de plus (six contre cinq). Chez les hommes, le scenario est similaire : Edgar Grospiron quatre fois champion (les mêmes années que Weinbrecht) est battu par son dauphin de la saison précédente, le russe Sergei Shupletsov. Sur dix épreuves, le russe en remporte six, plus trois deuxième place. En en remportant trois des quatre restantes, le français ne peut que finir second.
| Rang | Nom               | Points |
| ---- | ----------------- | ------ |
| 1    | Sergei Shupletsov | 696.00 |
| 2    | Edgar Grospiron   | 664.00 |
| 3    | Jean-Luc Brassard | 636.00 |
| 4    | John Smart (pl)   | 596.00 |
| 5    | Dominick Gauthier | 572.00 |

| Rang | Nom                     | Points |
| ---- | ----------------------- | ------ |
| 1    | Raphaëlle Monod         | 672.00 |
| 2    | Donna Weinbrecht        | 664.00 |
| 3    | Tatjana Mittermayer     | 648.00 |
| 4    | Candice Gilg            | 636.00 |
| 5    | Ljudmila Dymchenko (de) | 620.00 |

### Combiné
Chez les femmes, la Suisse Maja Schmid (pl) remporte son deuxième titre consécutif en montant sur les neuf podiums possibles, dont quatre fois sur la plus haute marche. Elle devance l'Américaine Kristean Porter (huit podiums, trois victoires). Chez les hommes, l'Américain Trace Worthington, débarrassé de ses problèmes de genou, reprend son titre, le troisième en combiné. Il le fait lui aussi avec la manière, toujours sur le podium et six fois sur la plus haute marche.
| Rang | Nom                  | Points |
| ---- | -------------------- | ------ |
| 1    | Trace Worthington    | 600.00 |
| 2    | Darcy Downs          | 572.00 |
| 3    | Jonny Moseley        | 572.00 |
| 4    | David Belhumeur (pl) | 560.00 |
| 5    | Oleg Kouleshov       | 256.00 |

| Rang | Nom                    | Points |
| ---- | ---------------------- | ------ |
| 1    | Maja Schmid (pl)       | 592.00 |
| 2    | Kristean Porter        | 584.00 |
| 3    | Katherina Kubenk       | 564.00 |
| 4    | Nataliya Orekhova (en) | 476.00 |
| 5    | Tarsha Ebbern (pl)     | 88.00  |

## Calendrier et podiums

### Hommes
| Date                                          | Lieu                  | Épreuve | Vainqueur              | Second                 | Troisième              |
| --------------------------------------------- | --------------------- | ------- | ---------------------- | ---------------------- | ---------------------- |
| 15 décembre 1994                              | Tignes                | Bosses  | Sergei Shupletsov      | Edgar Grospiron        | David Caprano          |
| 16 décembre 1994                              | Tignes                | Ballet  | Fabrice Becker         | Heini Baumgartner (de) | Landa Pavel            |
| 17 décembre 1994                              | Tignes                | Saut    | Lloyd Langlois         | Sébastien Foucras      | Vassili Vorobiov (en)  |
| 17 décembre 1994                              | Tignes                | Combiné | Trace Worthington      | Jonny Moseley          | David Belhumeur (pl)   |
| 21 décembre 1994                              | Piancavallo           | Saut    | Christian Rijavec (de) | Richard Cobbing (en)   | Alexis Blanc           |
| 6 janvier 1995                                | Whistler Blackcomb    | Ballet  | Heini Baumgartner (de) | Ian Edmondson (de)     | Jason Bodnar           |
| 7 janvier 1995                                | Whistler Blackcomb    | Bosses  | Sergei Shupletsov      | Edgar Grospiron        | Jean-Luc Brassard      |
| 8 janvier 1995                                | Whistler Blackcomb    | Saut    | Christian Rijavec (de) | Sébastien Foucras      | Nicolas Fontaine       |
| 8 janvier 1995                                | Whistler Blackcomb    | Combiné | Darcy Downs (pl)       | Trace Worthington      | David Belhumeur (pl)   |
| 13 janvier 1995                               | Breckenridge          | Ballet  | Rune Kristiansen (de)  | Fabrice Becker         | Heini Baumgartner (de) |
| 14 janvier 1995                               | Breckenridge          | Bosses  | Sergei Shupletsov      | Evan Dybvig (en)       | John Smart (pl)        |
| 15 janvier 1995                               | Breckenridge          | Saut    | Christian Rijavec (de) | Sébastien Foucras      | Trace Worthington      |
| 15 janvier 1995                               | Breckenridge          | Combiné | Trace Worthington      | Darcy Downs (pl)       | Jonny Moseley          |
| 20 janvier 1995                               | Le Relais             | Ballet  | Fabrice Becker         | Heini Baumgartner (de) | Ian Edmondson (de)     |
| 21 janvier 1995                               | Le Relais             | Bosses  | Sergei Shupletsov      | Edgar Grospiron        | John Smart (pl)        |
| 22 janvier 1995                               | Le Relais             | Saut    | Trace Worthington      | Kris Feddersen (pl)    | Lloyd Langlois         |
| 22 janvier 1995                               | Le Relais             | Combiné | Trace Worthington      | Darcy Downs (pl)       | David Belhumeur (pl)   |
| 26 janvier 1995                               | Lake Placid           | Ballet  | Rune Kristiansen (de)  | Fabrice Becker         | Heini Baumgartner (de) |
| 27 janvier 1995                               | Lake Placid           | Bosses  | Sergei Shupletsov      | John Smart (pl)        | Jean-Luc Brassard      |
| 28 janvier 1995                               | Lake Placid           | Saut    | Trace Worthington      | Sébastien Foucras      | Kris Feddersen (pl)    |
| 28 janvier 1995                               | Lake Placid           | Combiné | Trace Worthington      | Darcy Downs (pl)       | David Belhumeur (pl)   |
| 2 février 1995                                | Oberjoch              | Ballet  | Rune Kristiansen (de)  | Fabrice Becker         | Heini Baumgartner (de) |
| 3 février 1995                                | Oberjoch              | Bosses  | Edgar Grospiron        | Youri Gilg             | Stéphane Rochon        |
| 4 février 1995                                | Oberjoch              | Saut    | Alexis Blanc           | Trace Worthington      | Kris Feddersen (pl)    |
| 4 février 1995                                | Oberjoch              | Combiné | Trace Worthington      | Darcy Downs (pl)       | Heini Baumgartner (de) |
| 8 février 1995                                | Meiringen Hasliberg   | Saut    | Edgar Grospiron        | Sergei Shupletsov      | Johann Grégoire        |
| 9 février 1995                                | Altenmarkt Zauchensee | Ballet  | Rune Kristiansen (de)  | Heini Baumgartner (de) | Darcy Downs (pl)       |
| 10 février 1995                               | Altenmarkt Zauchensee | Saut    | Trace Worthington      | Sébastien Foucras      | Nicolas Fontaine       |
| Mondiaux de La Clusaz (14 au 19 février 1995) |                       |         |                        |                        |                        |
| 21 février 1995                               | Kirchberg             | Ballet  | Rune Kristiansen (de)  | Heini Baumgartner (de) | Fabrice Becker         |
| 22 février 1995                               | Kirchberg             | Bosses  | Sergei Shupletsov      | Jean-Luc Brassard      | Dominick Gauthier      |
| 24 février 1995                               | Kirchberg             | Saut    | Kip Griffin (pl)       | Alexander Auerswald    | Lloyd Langlois         |
| 24 février 1995                               | Kirchberg             | Combiné | Jonny Moseley          | David Belhumeur (pl)   | Trace Worthington      |
| 3 mars 1995                                   | Lillehammer           | Ballet  | Rune Kristiansen (de)  | Heini Baumgartner (de) | Steven Roxberg (pl)    |
| 4 mars 1995                                   | Lillehammer           | Saut    | Sébastien Foucras      | Trace Worthington      | Christian Rijavec (de) |
| 5 mars 1995                                   | Lillehammer           | Bosses  | Dominick Gauthier      | Sergei Shupletsov      | Edgar Grospiron        |
| 5 mars 1995                                   | Lillehammer           | Combiné | Trace Worthington      | Jonny Moseley          | David Belhumeur (pl)   |
| 9 mars 1995                                   | Hundfjället           | Ballet  | Fabrice Becker         | Heini Baumgartner (de) | Rune Kristiansen (de)  |
| 9 mars 1995                                   | Hundfjället           | Bosses  | Olivier Cotte          | Sergei Shupletsov      | Jean-Luc Brassard      |
| 11 mars 1995                                  | Hundfjället           | Saut    | Trace Worthington      | Christian Rijavec (de) | Sébastien Foucras      |
| 11 mars 1995                                  | Hundfjället           | Combiné | Jonny Moseley          | David Belhumeur (pl)   | Trace Worthington      |

### Femmes
| Date                                          | Lieu                  | Épreuve | Vainqueur               | Second                  | Troisième                   |
| --------------------------------------------- | --------------------- | ------- | ----------------------- | ----------------------- | --------------------------- |
| 15 décembre 1994                              | Tignes                | Bosses  | Tatjana Mittermayer     | Raphaëlle Monod         | Candice Gilg                |
| 16 décembre 1994                              | Tignes                | Ballet  | Ellen Breen             | Oksana Kushenko (de)    | Elena Batalova (en)         |
| 17 décembre 1994                              | Tignes                | Saut    | Hilde Synnøve Lid       | Colette Brand           | Nataliya Orekhova (en)      |
| 17 décembre 1994                              | Tignes                | Combiné | Nataliya Orekhova (en)  | Katherina Kubenk        | Maja Schmid (pl)            |
| 21 décembre 1994                              | Piancavallo           | Saut    | Colette Brand           | Caroline Olivier (pl)   | Kirstie Marshall            |
| 6 janvier 1995                                | Whistler Blackcomb    | Ballet  | Ellen Breen             | Cathy Féchoz            | Oksana Kushenko (de)        |
| 7 janvier 1995                                | Whistler Blackcomb    | Bosses  | Raphaëlle Monod         | Liz McIntyre            | Donna Weinbrecht            |
| 8 janvier 1995                                | Whistler Blackcomb    | Saut    | Kirstie Marshall        | Marie Lindgren          | Karin Kuster (pl)           |
| 8 janvier 1995                                | Whistler Blackcomb    | Combiné | Maja Schmid (pl)        | Katherina Kubenk        | Kristean Porter             |
| 13 janvier 1995                               | Breckenridge          | Ballet  | Ellen Breen             | Annika Johansson (de)   | Åsa Magnusson (pl)          |
| 14 janvier 1995                               | Breckenridge          | Bosses  | Donna Weinbrecht        | Liz McIntyre            | Raphaëlle Monod             |
| 15 janvier 1995                               | Breckenridge          | Saut    | Nikki Stone             | Kirstie Marshall        | Maja Schmid (pl)            |
| 15 janvier 1995                               | Breckenridge          | Combiné | Maja Schmid (pl)        | Kristean Porter         | Nataliya Orekhova (en)      |
| 20 janvier 1995                               | Le Relais             | Ballet  | Ellen Breen             | Oksana Kushenko (de)    | Cathy Féchoz                |
| 21 janvier 1995                               | Le Relais             | Bosses  | Raphaëlle Monod         | Tatjana Mittermayer     | Candice Gilg                |
| 22 janvier 1995                               | Le Relais             | Saut    | Nikki Stone             | Marie Lindgren          | Karin Kuster (pl)           |
| 22 janvier 1995                               | Le Relais             | Combiné | Kristean Porter         | Maja Schmid (pl)        | Katherina Kubenk            |
| 26 janvier 1995                               | Lake Placid           | Ballet  | Ellen Breen             | Oksana Kushenko (de)    | Raquel Gutiérrez (pl)       |
| 27 janvier 1995                               | Lake Placid           | Bosses  | Donna Weinbrecht        | Ljudmila Dymchenko (de) | Elizaveta Kozhevnikova      |
| 28 janvier 1995                               | Lake Placid           | Saut    | Colette Brand           | Kirstie Marshall        | Nikki Stone                 |
| 28 janvier 1995                               | Lake Placid           | Combiné | Kristean Porter         | Katherina Kubenk        | Maja Schmid (pl)            |
| 2 février 1995                                | Oberjoch              | Ballet  | Ellen Breen             | Cathy Féchoz            | Annika Johansson (de)       |
| 3 février 1995                                | Oberjoch              | Bosses  | Tatjana Mittermayer     | Raphaëlle Monod         | Candice Gilg                |
| 4 février 1995                                | Oberjoch              | Saut    | Colette Brand           | Nikki Stone             | Kirstie Marshall            |
| 4 février 1995                                | Oberjoch              | Combiné | Maja Schmid (pl)        | Katherina Kubenk        | Kristean Porter             |
| 8 février 1995                                | Meiringen Hasliberg   | Saut    | Tatjana Mittermayer     | Anne Cattelin (pl)      | Jenny Eidolf (pl)           |
| 9 février 1995                                | Altenmarkt Zauchensee | Ballet  | Ellen Breen             | Maria Guarnieri (pl)    | Jeannette Whitte            |
| 10 février 1995                               | Altenmarkt Zauchensee | Saut    | Hilde Synnøve Lid       | Colette Brand           | Nikki Stone                 |
| Mondiaux de La Clusaz (14 au 19 février 1995) |                       |         |                         |                         |                             |
| 21 février 1995                               | Kirchberg             | Ballet  | Elena Batalova (en)     | Cathy Féchoz            | Ellen Breen                 |
| 22 février 1995                               | Kirchberg             | Bosses  | Donna Weinbrecht        | Candice Gilg            | Ann Battelle                |
| 24 février 1995                               | Kirchberg             | Saut    | Nikki Stone             | Hilde Synnøve Lid       | Marie Lindgren              |
| 24 février 1995                               | Kirchberg             | Combiné | Kristean Porter         | Maja Schmid (pl)        | Information non communiquée |
| 3 mars 1995                                   | Lillehammer           | Ballet  | Elena Batalova (en)     | Oksana Kushenko (de)    | Cathy Féchoz                |
| 4 mars 1995                                   | Lillehammer           | Saut    | Nikki Stone             | Kirstie Marshall        | Marie Lindgren              |
| 5 mars 1995                                   | Lillehammer           | Bosses  | Nataliya Orekhova (en)  | Kristean Porter         | Maja Schmid (pl)            |
| 5 mars 1995                                   | Lillehammer           | Combiné | Ljudmila Dymchenko (de) | Donna Weinbrecht        | Candice Gilg}               |
| 9 mars 1995                                   | Hundfjället           | Ballet  | Elena Batalova (en)     | Ellen Breen             | Cathy Féchoz                |
| 9 mars 1995                                   | Hundfjället           | Bosses  | Raphaëlle Monod         | Ljudmila Dymchenko (de) | Tatjana Mittermayer         |
| 11 mars 1995                                  | Hundfjället           | Saut    | Colette Brand           | Nikki Stone             | Marie Lindgren              |
| 11 mars 1995                                  | Hundfjället           | Combiné | Maja Schmid (pl)        | Nataliya Orekhova (en)  | Kristean Porter             |

### Résultats officiels
1. ↑  (en) « Tignes (FRA) World Cup - Men's moguls », sur fis-ski.com (consulté le 16 novembre 2020)
2. ↑  (en) « Tignes (FRA) World Cup - Men's acro », sur fis-ski.com (consulté le 16 novembre 2020)
3. ↑  (en) « Tignes (FRA) World Cup - Men's aerials », sur fis-ski.com (consulté le 16 novembre 2020)
4. ↑  (en) « Tignes (FRA) World Cup - Men's combined », sur fis-ski.com
5. ↑  (en) « Piancavallo (ITA) World Cup - Men's aerials », sur fis-ski.com (consulté le 16 novembre 2020)
6. ↑  (en) « Blackcomb (CAN) World Cup - Men's acro », sur fis-ski.com (consulté le 19 novembre 2020)
7. ↑  (en) « Blackcomb (CAN) World Cup - Men's moguls », sur fis-ski.com (consulté le 19 novembre 2020)
8. ↑  (en) « Blackcomb (CAN) World Cup - Men's aerials », sur fis-ski.com (consulté le 19 novembre 2020)
9. ↑  (en) « Blackcomb (CAN) World Cup - Men's combined », sur fis-ski.com (consulté le 19 novembre 2020)
10. ↑  (en) « Breckenridge (USA) World Cup - Men's acro », sur fis-ski.com (consulté le 19 novembre 2020)
11. ↑  (en) « Breckenridge (USA) World Cup - Men's moguls », sur fis-ski.com (consulté le 19 novembre 2020)
12. ↑  (en) « Breckenridge (USA) World Cup - Men's aerials », sur fis-ski.com (consulté le 19 novembre 2020)
13. ↑  (en) « Breckenridge (USA) World Cup - Men's combined », sur fis-ski.com (consulté le 19 novembre 2020)
14. ↑  (en) « Le Relais (CAN) World Cup - Men's acro », sur fis-ski.com (consulté le 19 novembre 2020)
15. ↑  (en) « Le Relais (CAN) World Cup - Men's moguls », sur fis-ski.com (consulté le 19 novembre 2020)
16. ↑  (en) « Le Relais (CAN) World Cup - Men's aerials », sur fis-ski.com (consulté le 19 novembre 2020)
17. ↑  (en) « Le Relais (CAN) World Cup - Men's combined », sur fis-ski.com (consulté le 19 novembre 2020)
18. ↑  (en) « Lake Placid (USA) World Cup - Men's acro », sur fis-ski.com (consulté le 19 novembre 2020)
19. ↑  (en) « Lake Placid (USA) World Cup - Men's moguls », sur fis-ski.com (consulté le 19 novembre 2020)
20. ↑  (en) « Lake Placid (USA) World Cup - Men's aerials », sur fis-ski.com (consulté le 19 novembre 2020)
21. ↑  (en) « Lake Placid (USA) World Cup - Men's combined », sur fis-ski.com (consulté le 19 novembre 2020)
22. ↑  (en) « Oberjoch (GER) World Cup - Men's acro », sur fis-ski.com (consulté le 19 novembre 2020)
23. ↑  (en) « Oberjoch (GER) World Cup - Men's moguls », sur fis-ski.com (consulté le 19 novembre 2020)
24. ↑  (en) « Oberjoch (GER) World Cup - Men's aerials », sur fis-ski.com (consulté le 19 novembre 2020)
25. ↑  (en) « Oberjoch (GER) World Cup - Men's combined », sur fis-ski.com (consulté le 19 novembre 2020)
26. ↑  (en) « Meiringen-Hasliberg (SUI) World Cup - Men's aerials », sur fis-ski.com (consulté le 19 novembre 2020)
27. ↑  (en) « Altenmarkt-Zauchensee (AUT) World Cup - Men's acro », sur fis-ski.com (consulté le 19 novembre 2020)
28. ↑  (en) « Altenmarkt-Zauchensee (AUT) World Cup - Men's aerials », sur fis-ski.com (consulté le 19 novembre 2020)
29. ↑  (en) « Kirchberg (AUT) World Cup - Men's acro », sur fis-ski.com (consulté le 19 novembre 2020)
30. ↑  (en) « Kirchberg (AUT) World Cup - Men's moguls », sur fis-ski.com (consulté le 19 novembre 2020)
31. ↑  (en) « Kirchberg (AUT) World Cup - Men's aerials », sur fis-ski.com (consulté le 19 novembre 2020)
32. ↑  (en) « Kirchberg (AUT) World Cup - Men's combined », sur fis-ski.com (consulté le 19 novembre 2020)
33. ↑  (en) « Lillehammer (NOR) World Cup - Men's acro », sur fis-ski.com (consulté le 19 novembre 2020)
34. ↑  (en) « Lillehammer (NOR) World Cup - Men's aerials », sur fis-ski.com (consulté le 19 novembre 2020)
35. ↑  (en) « Lillehammer (NOR) World Cup - Men's moguls », sur fis-ski.com (consulté le 19 novembre 2020)
36. ↑  (en) « Lillehammer (NOR) World Cup - Men's combined », sur fis-ski.com (consulté le 19 novembre 2020)
37. ↑  (en) « Hundfjallet (SWE) World Cup - Men's acro », sur fis-ski.com (consulté le 19 novembre 2020)
38. ↑  (en) « Hundfjallet (SWE) World Cup - Men's moguls », sur fis-ski.com (consulté le 19 novembre 2020)
39. ↑  (en) « Hundfjallet (SWE) World Cup - Men's aerials », sur fis-ski.com (consulté le 19 novembre 2020)
40. ↑  (en) « Hundfjallet (SWE) World Cup - Men's combined », sur fis-ski.com (consulté le 19 novembre 2020)
41. ↑  (en) « Tignes (FRA) World Cup - Women's moguls », sur fis-ski.com (consulté le 20 novembre 2020)
42. ↑  (en) « Tignes (FRA) World Cup - Women's acro », sur fis-ski.com (consulté le 20 novembre 2020)
43. ↑  (en) « Tignes (FRA) World Cup - Women's aerials », sur fis-ski.com (consulté le 20 novembre 2020)
44. ↑  (en) « Tignes (FRA) World Cup - Women's combined », sur fis-ski.com
45. ↑  (en) « Piancavallo (ITA) World Cup - Women's aerials », sur fis-ski.com (consulté le 20 novembre 2020)
46. ↑  (en) « Blackcomb (CAN) World Cup - Women's acro », sur fis-ski.com (consulté le 20 novembre 2020)
47. ↑  (en) « Blackcomb (CAN) World Cup - Women's moguls », sur fis-ski.com (consulté le 20 novembre 2020)
48. ↑  (en) « Blackcomb (CAN) World Cup - Women's aerials », sur fis-ski.com (consulté le 20 novembre 2020)
49. ↑  (en) « Blackcomb (CAN) World Cup - Women's combined », sur fis-ski.com (consulté le 20 novembre 2020)
50. ↑  (en) « Breckenridge (USA) World Cup - Women's acro », sur fis-ski.com (consulté le 20 novembre 2020)
51. ↑  (en) « Breckenridge (USA) World Cup - Women's moguls », sur fis-ski.com (consulté le 20 novembre 2020)
52. ↑  (en) « Breckenridge (USA) World Cup - Women's aerials », sur fis-ski.com (consulté le 20 novembre 2020)
53. ↑  (en) « Breckenridge (USA) World Cup - Women's combined », sur fis-ski.com (consulté le 20 novembre 2020)
54. ↑  (en) « Le Relais (CAN) World Cup - Women's acro », sur fis-ski.com (consulté le 20 novembre 2020)
55. ↑  (en) « Le Relais (CAN) World Cup - Women's moguls », sur fis-ski.com (consulté le 20 novembre 2020)
56. ↑  (en) « Le Relais (CAN) World Cup - Women's aerials », sur fis-ski.com (consulté le 20 novembre 2020)
57. ↑  (en) « Le Relais (CAN) World Cup - Women's combined », sur fis-ski.com (consulté le 20 novembre 2020)
58. ↑  (en) « Lake Placid (USA) World Cup - Women's acro », sur fis-ski.com (consulté le 20 novembre 2020)
59. ↑  (en) « Lake Placid (USA) World Cup - Women's moguls », sur fis-ski.com (consulté le 20 novembre 2020)
60. ↑  (en) « Lake Placid (USA) World Cup - Women's aerials », sur fis-ski.com (consulté le 20 novembre 2020)
61. ↑  (en) « Lake Placid (USA) World Cup - Women's combined », sur fis-ski.com (consulté le 20 novembre 2020)
62. ↑  (en) « Oberjoch (GER) World Cup - Women's acro », sur fis-ski.com (consulté le 20 novembre 2020)
63. ↑  (en) « Oberjoch (GER) World Cup - Women's moguls », sur fis-ski.com (consulté le 20 novembre 2020)
64. ↑  (en) « Oberjoch (GER) World Cup - Women's aerials », sur fis-ski.com (consulté le 20 novembre 2020)
65. ↑  (en) « Oberjoch (GER) World Cup - Women's combined », sur fis-ski.com (consulté le 20 novembre 2020)
66. ↑  (en) « Meiringen-Hasliberg (SUI) World Cup - Women's aerials », sur fis-ski.com (consulté le 20 novembre 2020)
67. ↑  (en) « Altenmarkt-Zauchensee (AUT) World Cup - Women's acro », sur fis-ski.com (consulté le 20 novembre 2020)
68. ↑  (en) « Altenmarkt-Zauchensee (AUT) World Cup - Women's aerials », sur fis-ski.com (consulté le 20 novembre 2020)
69. ↑  (en) « Kirchberg (AUT) World Cup - Women's acro », sur fis-ski.com (consulté le 20 novembre 2020)
70. ↑  (en) « Kirchberg (AUT) World Cup - Women's moguls », sur fis-ski.com (consulté le 20 novembre 2020)
71. ↑  (en) « Kirchberg (AUT) World Cup - Women's aerials », sur fis-ski.com (consulté le 20 novembre 2020)
72. ↑  (en) « Kirchberg (AUT) World Cup - Women's combined », sur fis-ski.com (consulté le 20 novembre 2020)
73. ↑  (en) « Lillehammer (NOR) World Cup - Women's acro », sur fis-ski.com (consulté le 20 novembre 2020)
74. ↑  (en) « Lillehammer (NOR) World Cup - Women's aerials », sur fis-ski.com (consulté le 20 novembre 2020)
75. ↑  (en) « Lillehammer (NOR) World Cup - Women's moguls », sur fis-ski.com (consulté le 20 novembre 2020)
76. ↑  (en) « Lillehammer (NOR) World Cup - Women's combined », sur fis-ski.com (consulté le 20 novembre 2020)
77. ↑  (en) « Hundfjallet (SWE) World Cup - Women's acro », sur fis-ski.com (consulté le 20 novembre 2020)
78. ↑  (en) « Hundfjallet (SWE) World Cup - Women's moguls », sur fis-ski.com (consulté le 20 novembre 2020)
79. ↑  (en) « Hundfjallet (SWE) World Cup - Women's aerials », sur fis-ski.com (consulté le 20 novembre 2020)
80. ↑  (en) « Hundfjallet (SWE) World Cup - Women's combined », sur fis-ski.com (consulté le 20 novembre 2020)